# Kulm am Zirbitz
Kulm am Zirbitz est une ancienne commune autrichienne du district de Murau en Styrie.